# Петров Гаврило Олександрович
Гаврило Олександрович Петров (19 березня 1901, місто Москва, тепер Російська Федерація — 16 грудня 1961, місто Москва, Російська Федерація) — радянський діяч органів держбезпеки, генерал-лейтенант, начальник відділу прикордонних і внутрішніх військ НКВС Вірменської РСР. Депутат Верховної ради СРСР 1-го скликання.

## Біографія
Народився в родині селянина-середняка. У 1913 році закінчив чотирикласне церковнопарафіяльне училище в селі Рождєство Боровського повіту Калузької губернії.
У червні 1913 — жовтні 1914 року — ремонтний робітник роз'їзду №14 Московсько-Київської залізниці в Нарофомінському повіті Московської губернії. З жовтня 1914 по травень 1915 року — хлопчик, робітник приватної майстерні магазину в Москві. У травні 1915 — серпні 1918 року — учень слюсаря, слюсар прядильної фабрики в місті Нарофомінську Московської губернії.
З серпня 1918 року — в Червоній армії, учасник громадянської війни. З серпня 1918 по жовтень 1920 року служив червоноармійцем військових продовольчих загонів № 66 і № 1648 в Україні та на Кубані.
Член РКП(б) з грудня 1918 року.
З жовтня по грудень 1920 року — помічник воєнкома військового продовольчого загону № 1648 на Кубані. У грудні 1920 — травні 1921 року — начальник зведеного продовольчого загону № 1 на Кубані.
У травні — вересні 1921 року — член колегії військового продовольчого бюро в Єйську. У вересні 1921 — лютому 1922 року — член колегії виїзної сесії Кубано-Чорноморського військового обласного революційного трибуналу.
З лютого по квітень 1922 року — рядовий 3-го стрілецького полку 4-ї Смоленської стрілецької дивізії Західного фронту в Борисові.
У квітні — грудні 1922 року — уповноважений особливого відділу ДПУ 4-ї Смоленської стрілецької дивізії в Борисові та Мінську. У грудні 1922 — лютому 1923 року — співробітник агентури особливого відділу ДПУ Білоруської СРР. У лютому — серпні 1923 року — уповноважений особливого відділу ДПУ Білоруської СРР. У серпні 1923 — січні 1924 року — начальник відділення особливого відділу ДПУ Білоруської СРР. У січні — березні 1924 року — начальник спеціальної оперативної частини прикордонного відділення № 3 в містечку Заславль Білоруської СРР. У березні 1924 — лютому 1927 року — помічник начальника по спеціальній оперативній частині 12-го і 15-го прикордонних загонів у Заславлі та Полоцьку Білоруської СРР.
З лютого 1927 по лютий 1928 року навчався у Вищій прикордонній школі ОДПУ СРСР.
У березні 1928 — червні 1929 року — помічник начальника по спеціальній оперативній частині 16-го прикордонного загону в містечку Койданово Білоруської СРР. У червні 1929 — травні 1933 року — начальник 16-го прикордонного загону в містечку Койданово Білоруської СРР.
У травні 1933 — квітні 1934 року — помічник начальника Управління прикордонної охорони і військ Повноважного представництва ОДПУ по Західно-Сибірському краю. У квітні — липні 1934 року — начальник оперативного відділу Управління прикордонної охорони і військ Повноважного представництва ОДПУ по Західно-Сибірському краю. У липні 1934 — березні 1937 року — начальник оперативного відділу Управління прикордонної і внутрішньої охорони УНКВС по Західно-Сибірському краю.
16 березня 1937 — 4 лютого 1938 року — начальник відділу прикордонних і внутрішніх військ НКВС Вірменської РСР.
У лютому 1938 — березні 1939 року — начальник оперативного відділу Головного управління прикордонних і внутрішніх військ (ГУПВВ) НКВС СРСР. У березні — травні 1939 року — заступник начальника штабу Головного управління прикордонних військ (ГУПВ) НКВС СРСР. У травні 1939 — квітні 1940 року — начальник 5-го відділу і помічник начальника ГУПВ НКВС СРСР. У квітні 1940 — березні 1941 року — начальник 1-го управління і заступник начальника ГУПВ НКВС СРСР.
11 березня 1941 — 9 січня 1951 року — начальник 1-го управління Головного управління прикордонних військ НКВС (МВС, МДБ) СРСР.
Одночасно під час німецько-радянської війни був начальником штабу винищувальних батальйонів НКВС СРСР (з 31 липня 1941 по 4 травня 1943), начальником Малоярославецького сектору Московської зони оборони (з 13 жовтня по грудень 1941), начальником штабу охорони Московської зони оборони (з жовтня 1941 по травень 1942).
У 1947 році закінчив вечірнє відділення Військової академії імені Фрунзе.
Брав участь у виселенні карачаївців, калмиків, чеченців та інгушів з території Північного Кавказу та Калмикії у 1943—1944 роках. З березня 1949 року — уповноважений МВС СРСР з депортації «куркулів із сім'ями та сімей бандитів і націоналістів» з Естонської РСР.
9 січня — 11 травня 1951 року — заступник начальника Головного управління прикордонних військ МДБ СРСР. 11 травня 1951 — 25 листопада 1953 року — начальник штабу та 1-й заступник начальника Головного управління прикордонних військ МДБ (МВС) СРСР. З листопада 1953 по лютий 1954 року перебував у розпорядженні управління кадрів МВС СРСР.
З лютого 1954 року — на пенсії в Москві. Помер 16 грудня 1961 року в Москві.

## Звання
- полковник (28.12.1935)
- комбриг (17.03.1938)
- генерал-майор (4.06.1940)
- генерал-лейтенант (17.11.1944)

## Нагороди
- два ордени Леніна (21.02.1945, 14.02.1951)
- п'ять орденів Червоного Прапора (14.02.1941, 14.04.1943, 3.11.1944, 16.09.1945, 24.11.1950)
- орден Кутузова І ст (24.02.1945)
- орден Кутузова ІІ ст (8.03.1944)
- орден Вітчизняної війни І ст (3.12.1944)
- орден Червоної Зірки (14.02.1936)
- орден Трудового Червоного Прапора Білоруської РСР
- вісім медалей
- знак Почесний співробітник держбезпеки (18.12.1957)
- «Почесний працівник ВНК—ДПУ (XV)» (17.09.1933)